# Зут Хорн Ролло
Билл Харклроад (англ. Zoot Horn Rollo; род. 8 января 1949, Палмдейл, Калифорния), профессионально известный как Зут Хорн Ролло — американский гитарист. Он наиболее известен своей работой с Captain Beefheart и The Magic Band. В 2003 году он занял 62-е место в списке журнала Rolling Stone «100 величайших гитаристов всех времен»

## Биография
Родился в Хоторне, штат Калифорния, в детстве учился игре на аккордеоне, но в подростковом возрасте перешел на гитару. В соседнем Ланкастере, штат Калифорния, он начал играть в местных группах. Вместе с будущим участником Magic Band Марком Бостоном он присоединился к группе B.C. & The Cavemen. Позже они играли в группе Blues in a Bottle вместе с будущим гитаристом Magic Band Джеффом Коттоном. Он присоединился к Magic Band в 1968 году после ухода Алекса Сент-Клера. После записи Trout Mask Replica и нескольких последующих альбомов он ушел в 1974 году вместе с несколькими другими участниками группы, чтобы сформировать Mallard. В его книге «Лунные заметки» описаны некоторые трения, которые привели к расколу между Captain Beefheart и другими участниками группы.
После распада Mallard, Harkleroad имел ограниченное участие в музыкальном сообществе в качестве исполнителя. Однако он продолжил свое участие в другом качестве, в качестве менеджера музыкального магазина и преподавателя игры на гитаре в Юджине, штат Орегон.
27 ноября 2001 года он выпустил альбом We Saw a Bozo Under the Sea. В 2008 году Джон Френч (он же Драмбо) выпустил альбом City of Refuge, на котором Harkleroad играл на гитаре на всех двенадцати треках. В 2013 году Harkleroad записал соло-гитару в треке psychobilly для альбома White Teeth, Black Thoughts группы Cherry Poppin’Daddies из Юджина.

## Дискография
С капитаном Бифхартом и его волшебным оркестром
- Точная копия маски форели 1969 года
- 1970 Слижи мои наклейки, детка
- 1972 The Spotlight Kid
- 1972 Чистое пятно
- 1974 Безоговорочно гарантирован

С Mallard
- 1975 Mallard
- 1976 год в другом климате

Соло
- В 2001 году мы увидели Бозо под водой
- 2014 Маски